# Droga krajowa nr 16 (Węgry)
Droga krajowa nr 16 (węg. 16-os főút) – dawna droga krajowa w północno-zachodnich Węgrzech, w komitacie Győr-Moson-Sopron. Długość trasy wynosiła 6 km. Łączyła arterię M15 z Hegyeshalom i autostradą M1 tuż przy granicy austriacko-węgierskiej.
Obecnie stanowi fragment przebiegu drogi nr 1.